# 19e étape du Tour de France 2021
Pour un article plus général, voir Tour de France 2021.
La 19e étape du Tour de France 2021 se déroule le vendredi 16 juillet 2021 entre Mourenx et Libourne, sur une distance de 207 kilomètres. Alors qu'elle semblait réservée aux sprinteurs, elle est remportée en solitaire par Matej Mohorič à l'issue d'une longue échappée.

## Parcours
Cette étape de plus de 200 km (3e plus longue de l'édition 2021) propose un profil plat à travers les départements des Pyrénées-Atlantiques, des Landes et de la Gironde. 
Une seule difficulté est répertoriée dans le cadre du Grand Prix de la montagne : la côte de Bareille, classée en 4e catégorie, au km 12,1.

Le sprint intermédiaire du jour est jugé à Saint-Sever, au km 54,1.
Orienté nord, le tracé traverse notamment la ville de Mont-de-Marsan, le parc naturel régional des Landes de Gascogne, et passe à quelques kilomètres à l'est de Bordeaux.
L'arrivée est jugée à Libourne sur la RD 1089, après une dernière ligne droite de près de 6 km le long de laquelle les coureurs traversent la Dordogne.

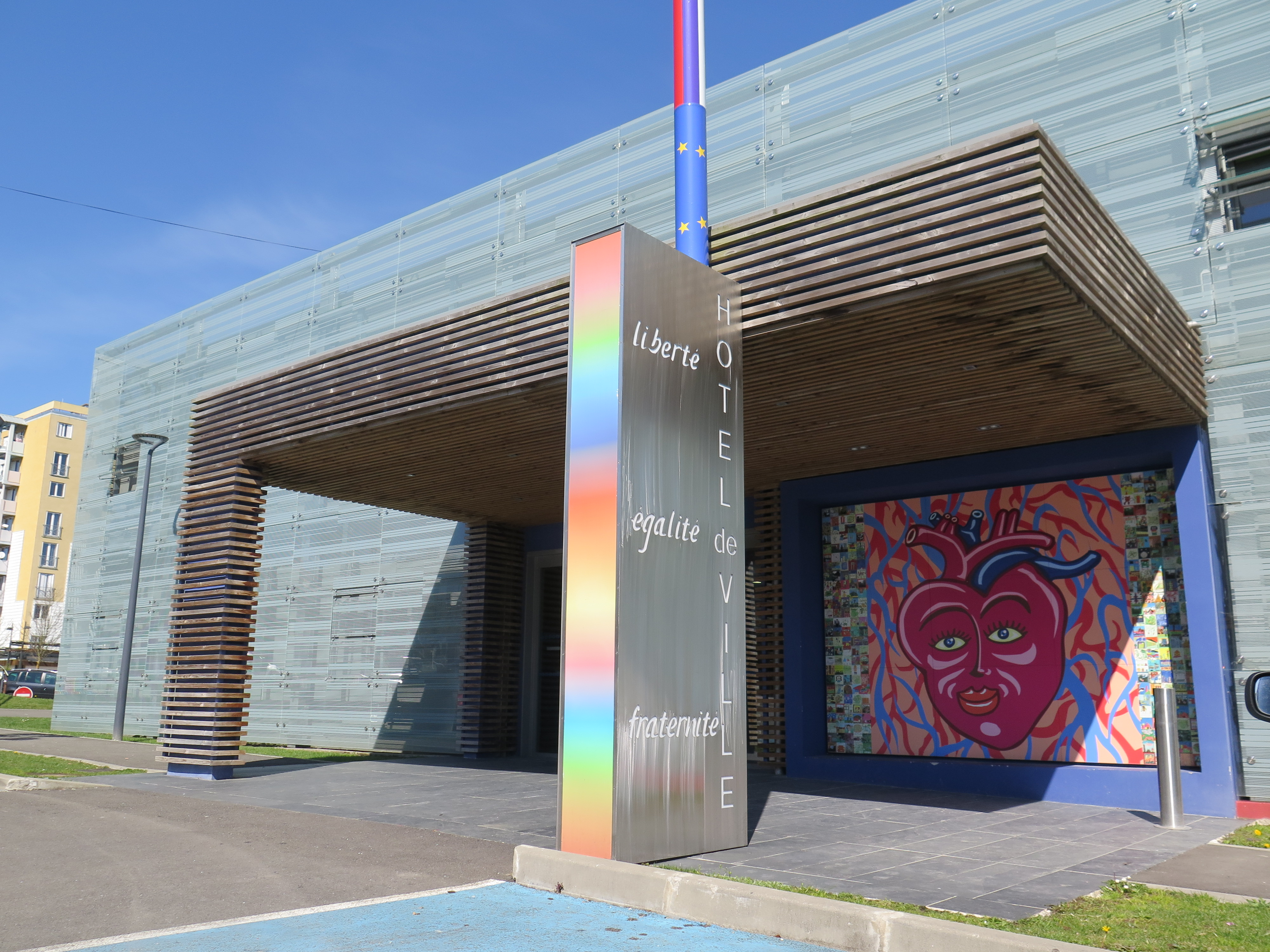
L'hôtel de ville de Mourenx.
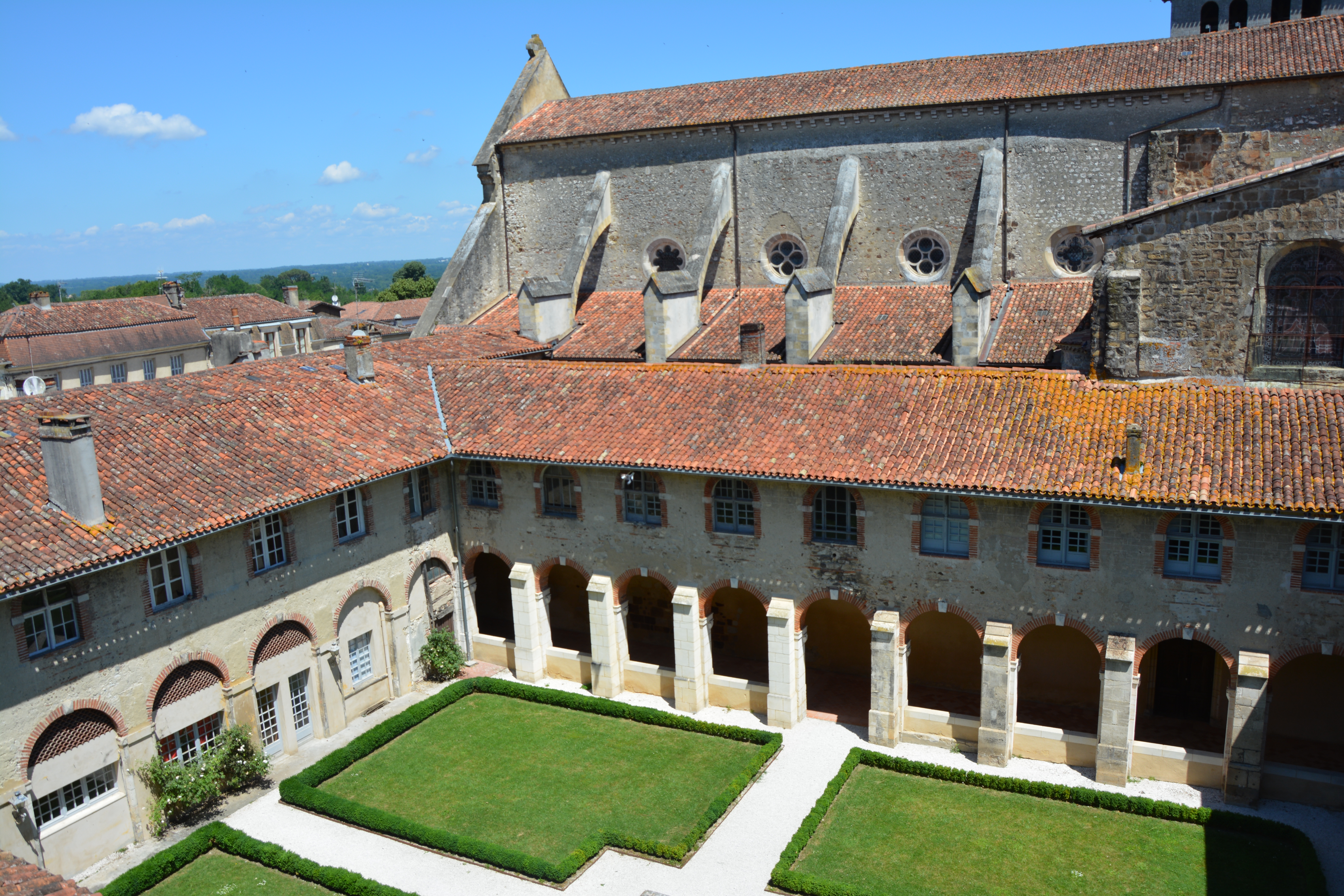
Le cloître de l'abbaye de Saint-Sever, inscrite au patrimoine mondial de l'UNESCO.
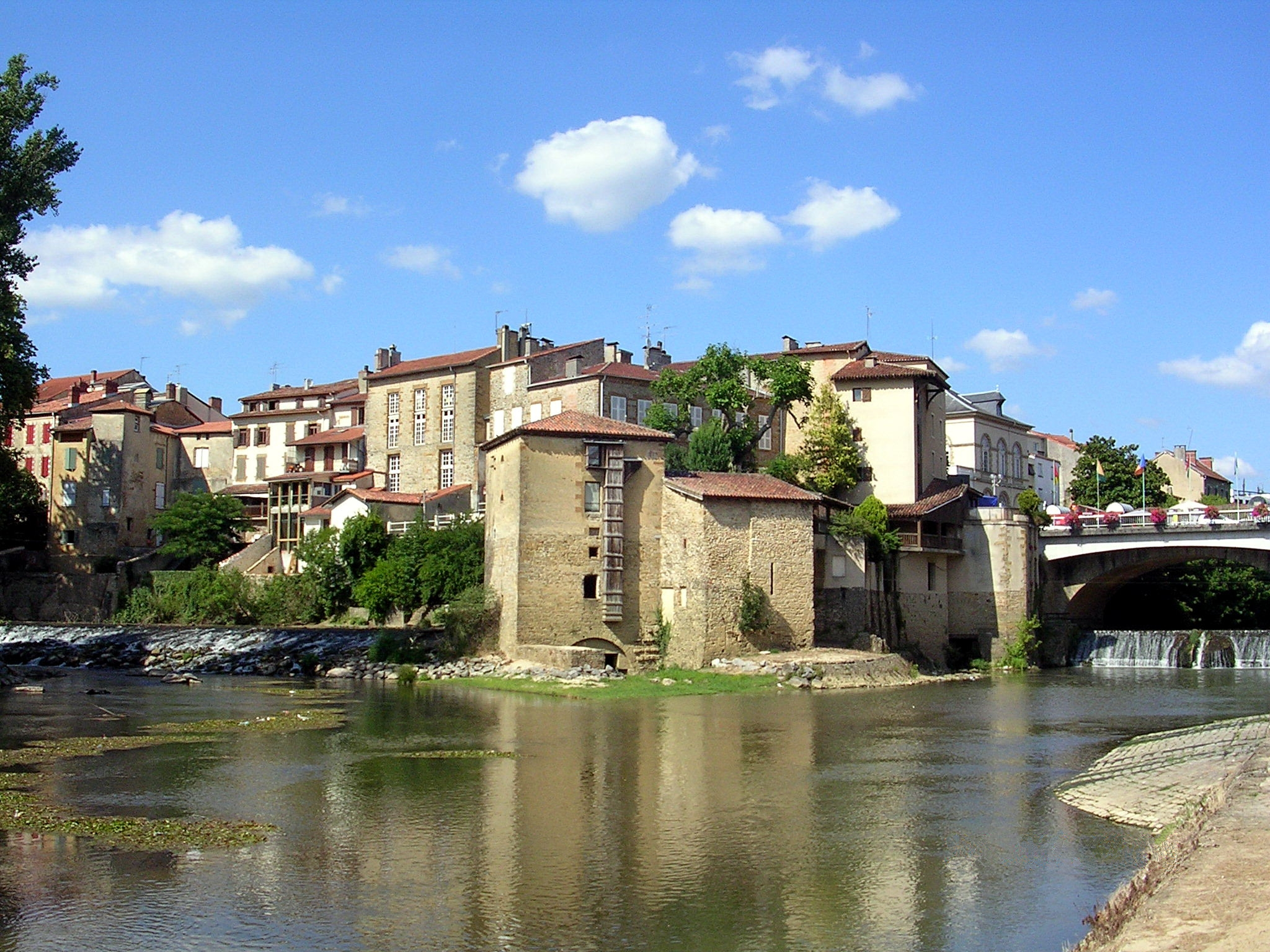
La confluence du Midou et de la Douze à Mont-de-Marsan.
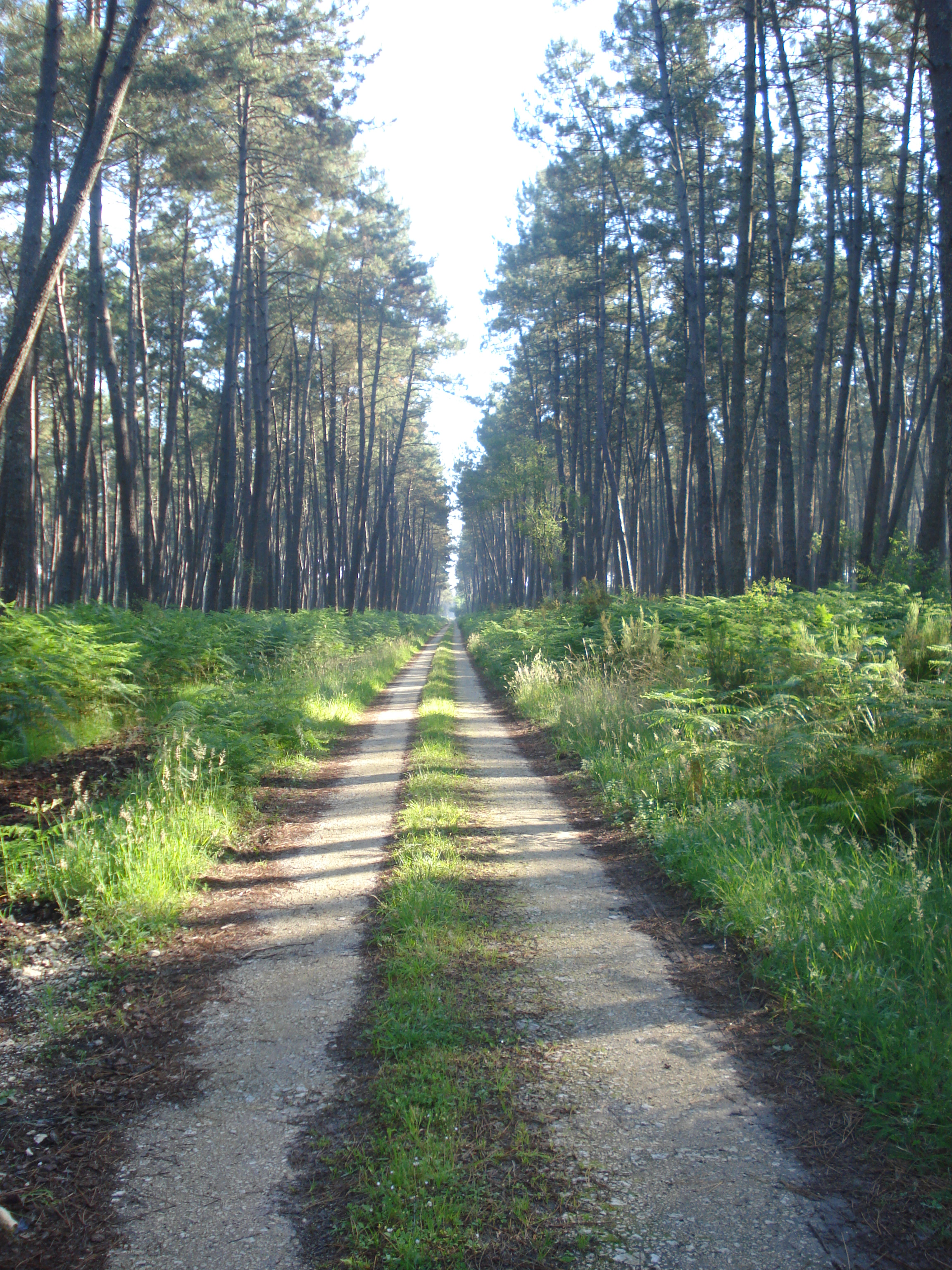
La forêt des Landes.
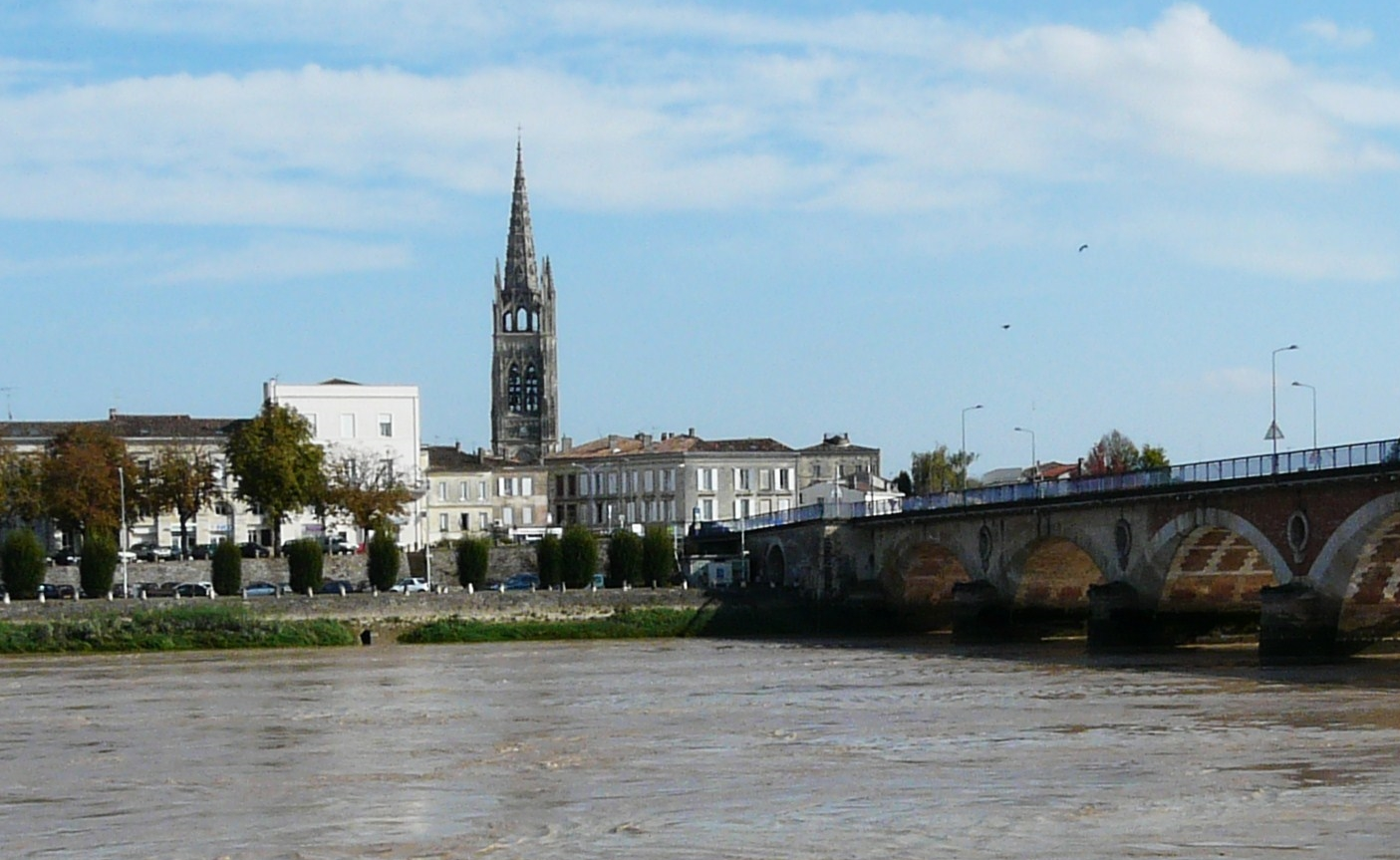
Le pont de pierre sur la Dordogne et l'église Saint-Jean de Libourne.

## Déroulement de la course
Le début de la course est marqué par une chute collective occasionnée par Brent Van Moer. Le peloton temporise et laisse filer les six coureurs qui s'étaient échappés auparavant, parmi lesquels Matej Mohorič, Franck Bonnamour et Julien Bernard.
Après le sprint intermédiaire de Saint-Sever, un groupe de vingt coureurs contre-attaque, dont Mike Teunissen, Greg Van Avermaet, Alejandro Valverde et Christophe Laporte. Puis ce groupe de poursuivants se scinde en deux, six étant lâchés. Les quatorze autres résistent au peloton et reviennent sur les six hommes de tête. Le peloton coupe son effort et renonce à rattraper cette avant-garde de vingt coureurs.
À 37 km de l'arrivée, Bonnamour sort avec deux autres coureurs, mais il est repris au bout de quelques minutes. Huit coureurs sont lâchés, il en reste douze en tête à 27 km de Libourne. À 25 km, Mohorič sort seul et creuse l'écart. Il est pris en chasse par Laporte. Emmenant un énorme braquet, le Slovène résiste à ses poursuivants et il s'impose en solitaire à Libourne.

## Résultats

### Classement de l'étape
| Classement de la 19e étape | Classement de la 19e étape | Classement de la 19e étape | Classement de la 19e étape         | Classement de la 19e étape |
|                            | Coureur                    | Pays                       | Équipe                             | Temps                      |
| -------------------------- | -------------------------- | -------------------------- | ---------------------------------- | -------------------------- |
| 1er                        | Matej Mohorič              | Slovénie                   | Bahrain Victorious                 | en 4 h 19 min 17 s         |
| 2e                         | Christophe Laporte         | France                     | Cofidis                            | + 58 s                     |
| 3e                         | Casper Pedersen            | Danemark                   | Team DSM                           | + 58 s                     |
| 4e                         | Mike Teunissen             | Pays-Bas                   | Jumbo-Visma                        | + 1 min 2 s                |
| 5e                         | Nils Politt                | Allemagne                  | Bora-Hansgrohe                     | + 1 min 8 s                |
| 6e                         | Edward Theuns              | Belgique                   | Trek-Segafredo                     | + 1 min 8 s                |
| 7e                         | Michael Valgren            | Danemark                   | EF Education-Nippo                 | + 1 min 8 s                |
| 8e                         | Georg Zimmermann           | Allemagne                  | Intermarché-Wanty-Gobert Matériaux | + 1 min 8 s                |
| 9e                         | Anthony Turgis             | France                     | TotalEnergies                      | + 1 min 10 s               |
| 10e                        | Jasper Stuyven             | Belgique                   | Trek-Segafredo                     | + 1 min 10 s               |
| modifier                   |                            |                            |                                    |                            |

### Points attribués
| Sprint intermédiaire Saint-Sever (km 54,1) | Sprint intermédiaire Saint-Sever (km 54,1) | Sprint intermédiaire Saint-Sever (km 54,1) | Sprint intermédiaire Saint-Sever (km 54,1) | Sprint intermédiaire Saint-Sever (km 54,1) |
| ------------------------------------------ | ------------------------------------------ | ------------------------------------------ | ------------------------------------------ | ------------------------------------------ |
|                                            | Coureur                                    | Pays                                       | Équipe                                     | Point(s)                                   |
| 1er                                        | Georg Zimmermann                           | Allemagne                                  | Intermarché-Wanty-Gobert Matériaux         | 20                                         |
| 2e                                         | Franck Bonnamour                           | France                                     | B&B Hotels p/b KTM                         | 17                                         |
| 3e                                         | Matej Mohorič                              | Slovénie                                   | Bahrain Victorious                         | 15                                         |
| 4e                                         | Jonas Rutsch                               | Allemagne                                  | EF Education-Nippo                         | 13                                         |
| 5e                                         | Simon Clarke                               | Australie                                  | Qhubeka NextHash                           | 11                                         |
| 6e                                         | Julien Bernard                             | France                                     | Trek-Segafredo                             | 10                                         |
| 7e                                         | Michael Matthews                           | Australie                                  | Team BikeExchange                          | 9                                          |
| 8e                                         | Sonny Colbrelli                            | Italie                                     | Bahrain Victorious                         | 8                                          |
| 9e                                         | Luka Mezgec                                | Slovénie                                   | Team BikeExchange                          | 7                                          |
| 10e                                        | Mark Cavendish                             | Royaume-Uni                                | Deceuninck-Quick Step                      | 6                                          |
| 11e                                        | Mattia Cattaneo                            | Italie                                     | Deceuninck-Quick Step                      | 5                                          |
| 12e                                        | Silvan Dillier                             | Suisse                                     | Alpecin-Fenix                              | 4                                          |
| 13e                                        | Davide Ballerini                           | Italie                                     | Deceuninck-Quick Step                      | 3                                          |
| 14e                                        | Jasper Philipsen                           | Belgique                                   | Alpecin-Fenix                              | 2                                          |
| 15e                                        | Michael Mørkøv                             | Danemark                                   | Deceuninck-Quick Step                      | 1                                          |
| modifier                                   |                                            |                                            |                                            |                                            |

| Arrivée d'étape Libourne (km 207,0) | Arrivée d'étape Libourne (km 207,0) | Arrivée d'étape Libourne (km 207,0) | Arrivée d'étape Libourne (km 207,0) | Arrivée d'étape Libourne (km 207,0) |
| ----------------------------------- | ----------------------------------- | ----------------------------------- | ----------------------------------- | ----------------------------------- |
|                                     | Coureur                             | Pays                                | Équipe                              | Point(s)                            |
| 1er                                 | Matej Mohorič                       | Slovénie                            | Bahrain Victorious                  | 50                                  |
| 2e                                  | Christophe Laporte                  | France                              | Cofidis                             | 30                                  |
| 3e                                  | Casper Pedersen                     | Danemark                            | Team DSM                            | 20                                  |
| 4e                                  | Mike Teunissen                      | Pays-Bas                            | Jumbo-Visma                         | 18                                  |
| 5e                                  | Nils Politt                         | Allemagne                           | Bora-Hansgrohe                      | 16                                  |
| 6e                                  | Edward Theuns                       | Belgique                            | Trek-Segafredo                      | 14                                  |
| 7e                                  | Michael Valgren                     | Danemark                            | EF Education-Nippo                  | 12                                  |
| 8e                                  | Georg Zimmermann                    | Allemagne                           | Intermarché-Wanty-Gobert Matériaux  | 10                                  |
| 9e                                  | Anthony Turgis                      | France                              | TotalEnergies                       | 8                                   |
| 10e                                 | Jasper Stuyven                      | Belgique                            | Trek-Segafredo                      | 7                                   |
| 11e                                 | Julien Bernard                      | France                              | Trek-Segafredo                      | 6                                   |
| 12e                                 | Max Walscheid                       | Allemagne                           | Qhubeka NextHash                    | 5                                   |
| 13e                                 | Davide Ballerini                    | Italie                              | Deceuninck-Quick Step               | 4                                   |
| 14e                                 | Silvan Dillier                      | Suisse                              | Alpecin-Fenix                       | 3                                   |
| 15e                                 | Jonas Rutsch                        | Allemagne                           | EF Education-Nippo                  | 2                                   |
| modifier                            |                                     |                                     |                                     |                                     |

### Bonifications en temps
|   | Coureur            | Pays     | Équipe             | Secondes |
| - | ------------------ | -------- | ------------------ | -------- |
| 1 | Matej Mohorič      | Slovénie | Bahrain Victorious | 10 s     |
| 2 | Christophe Laporte | France   | Cofidis            | 6 s      |
| 3 | Casper Pedersen    | Danemark | Team DSM           | 4 s      |

### Cols et côtes
| Côte de Bareille (km 12,1) 4e catégorie (1,9 km à 5,3 %) | Côte de Bareille (km 12,1) 4e catégorie (1,9 km à 5,3 %) | Côte de Bareille (km 12,1) 4e catégorie (1,9 km à 5,3 %) | Côte de Bareille (km 12,1) 4e catégorie (1,9 km à 5,3 %) | Côte de Bareille (km 12,1) 4e catégorie (1,9 km à 5,3 %) |
| -------------------------------------------------------- | -------------------------------------------------------- | -------------------------------------------------------- | -------------------------------------------------------- | -------------------------------------------------------- |
|                                                          | Coureur                                                  | Pays                                                     | Équipe                                                   | Point(s)                                                 |
| 1er                                                      | Jonas Rutsch                                             | Allemagne                                                | EF Education-Nippo                                       | 1                                                        |
| modifier                                                 |                                                          |                                                          |                                                          |                                                          |

### Prix de la combativité
- Matej Mohorič (Bahrain Victorious)

## Classements à l'issue de l'étape

### Classement général
| Classement général | Classement général | Classement général | Classement général  | Classement général |
|                    | Coureur            | Pays               | Équipe              | Temps              |
| ------------------ | ------------------ | ------------------ | ------------------- | ------------------ |
| 1er                | Tadej Pogačar      | Slovénie           | UAE Team Emirates   | en 79 h 40 min 9 s |
| 2e                 | Jonas Vingegaard   | Danemark           | Jumbo-Visma         | + 5 min 45 s       |
| 3e                 | Richard Carapaz    | Équateur           | Ineos Grenadiers    | + 5 min 51 s       |
| 4e                 | Ben O'Connor       | Australie          | AG2R Citroën        | + 8 min 18 s       |
| 5e                 | Wilco Kelderman    | Pays-Bas           | Bora-Hansgrohe      | + 8 min 50 s       |
| 6e                 | Enric Mas          | Espagne            | Movistar            | + 10 min 11 s      |
| 7e                 | Alexey Lutsenko    | Kazakhstan         | Astana-Premier Tech | + 11 min 22 s      |
| 8e                 | Guillaume Martin   | France             | Cofidis             | + 12 min 46 s      |
| 9e                 | Pello Bilbao       | Espagne            | Bahrain Victorious  | + 13 min 48 s      |
| 10e                | Rigoberto Urán     | Colombie           | EF Education-Nippo  | + 16 min 25 s      |
| modifier           |                    |                    |                     |                    |

| Classement par points | Classement par points | Classement par points | Classement par points | Classement par points |
| --------------------- | --------------------- | --------------------- | --------------------- | --------------------- |
|                       | Coureur               | Pays                  | Équipe                | Point(s)              |
| 1er                   | Mark Cavendish        | Royaume-Uni           | Deceuninck-Quick Step | 304 points            |
| 2e                    | Michael Matthews      | Australie             | Team BikeExchange     | 269 pts               |
| 3e                    | Sonny Colbrelli       | Italie                | Bahrain Victorious    | 216 pts               |
| 4e                    | Jasper Philipsen      | Belgique              | Alpecin-Fenix         | 186 pts               |
| 5e                    | Matej Mohorič         | Slovénie              | Bahrain Victorious    | 163 pts               |
| 6e                    | Julian Alaphilippe    | France                | Deceuninck-Quick Step | 155 pts               |
| 7e                    | Tadej Pogačar         | Slovénie              | UAE Emirates          | 146 pts               |
| 8e                    | Michael Mørkøv        | Danemark              | Deceuninck-Quick Step | 113 pts               |
| 9e                    | Wout van Aert         | Belgique              | Jumbo-Visma           | 101 pts               |
| 10e                   | Jonas Vingegaard      | Danemark              | Jumbo-Visma           | 88 pts                |
| modifier              |                       |                       |                       |                       |

| Classement du meilleur grimpeur | Classement du meilleur grimpeur | Classement du meilleur grimpeur | Classement du meilleur grimpeur | Classement du meilleur grimpeur |
| ------------------------------- | ------------------------------- | ------------------------------- | ------------------------------- | ------------------------------- |
|                                 | Coureur                         | Pays                            | Équipe                          | Point(s)                        |
| 1er                             | Tadej Pogačar                   | Slovénie                        | UAE Team Emirates               | 107 points                      |
| 2e                              | Wout Poels                      | Pays-Bas                        | Bahrain Victorious              | 88 pts                          |
| 3e                              | Jonas Vingegaard                | Danemark                        | Jumbo-Visma                     | 82 pts                          |
| 4e                              | Wout van Aert                   | Belgique                        | Jumbo-Visma                     | 68 pts                          |
| 5e                              | Nairo Quintana                  | Colombie                        | Arkéa-Samsic                    | 66 pts                          |
| 6e                              | Richard Carapaz                 | Équateur                        | Ineos Grenadiers                | 56 pts                          |
| 7e                              | Ben O'Connor                    | Australie                       | AG2R Citroën                    | 44 pts                          |
| 8e                              | Bauke Mollema                   | Pays-Bas                        | Trek-Segafredo                  | 41 pts                          |
| 9e                              | David Gaudu                     | France                          | Groupama-FDJ                    | 41 pts                          |
| 10e                             | Anthony Perez                   | France                          | Cofidis                         | 37 pts                          |
| modifier                        |                                 |                                 |                                 |                                 |

| Classement général du meilleur jeune | Classement général du meilleur jeune | Classement général du meilleur jeune | Classement général du meilleur jeune | Classement général du meilleur jeune |
|                                      | Coureur                              | Pays                                 | Équipe                               | Temps                                |
| ------------------------------------ | ------------------------------------ | ------------------------------------ | ------------------------------------ | ------------------------------------ |
| 1er                                  | Tadej Pogačar                        | Slovénie                             | UAE Team Emirates                    | en 79 h 40 min 9 s                   |
| 2e                                   | Jonas Vingegaard                     | Danemark                             | Jumbo-Visma                          | + 5 min 45 s                         |
| 3e                                   | David Gaudu                          | France                               | Groupama-FDJ                         | + 18 min 42 s                        |
| 4e                                   | Aurélien Paret-Peintre               | France                               | AG2R Citroën                         | + 37 min 21 s                        |
| 5e                                   | Sergio Higuita                       | Colombie                             | EF Education-Nippo                   | + 1 h 3 min 1 s                      |
| 6e                                   | Valentin Madouas                     | France                               | Groupama-FDJ                         | + 2 h 8 min 44 s                     |
| 7e                                   | Mark Donovan                         | Royaume-Uni                          | Team DSM                             | + 2 h 11 min 10 s                    |
| 8e                                   | Neilson Powless                      | États-Unis                           | EF Education-Nippo                   | + 2 h 12 min 14 s                    |
| 9e                                   | Jonas Rutsch                         | Allemagne                            | EF Education-Nippo                   | + 2 h 26 min 36 s                    |
| 10e                                  | Brent Van Moer                       | Belgique                             | Lotto-Soudal                         | + 2 h 38 min 13 s                    |
| modifier                             |                                      |                                      |                                      |                                      |

| Classement par équipes | Classement par équipes | Classement par équipes | Classement par équipes |
|                        | Équipe                 | Pays                   | Temps                  |
| ---------------------- | ---------------------- | ---------------------- | ---------------------- |
| 1re                    | Bahrain Victorious     | Bahreïn                | en 239 h 22 min 4 s    |
| 2e                     | EF Education-Nippo     | États-Unis             | + 23 min 25 s          |
| 3e                     | Jumbo-Visma            | Pays-Bas               | + 1 h 15 min 32 s      |
| 4e                     | Ineos Grenadiers       | Royaume-Uni            | + 1 h 30 min 6 s       |
| 5e                     | AG2R Citroën           | France                 | + 1 h 30 min 41 s      |
| 6e                     | Bora-Hansgrohe         | Allemagne              | + 1 h 34 min 17 s      |
| 7e                     | Trek-Segafredo         | États-Unis             | + 1 h 45 min 40 s      |
| 8e                     | Movistar               | Espagne                | + 2 h 1 min 22 s       |
| 9e                     | Astana-Premier Tech    | Kazakhstan             | + 2 h 3 min 40 s       |
| 10e                    | UAE Team Emirates      | Émirats arabes unis    | + 2 h 42 min 57 s      |
| modifier               |                        |                        |                        |

## Abandons
- Miguel Ángel López (Movistar) : non-partant[4],[5], pour mieux préparer la Vuelta
- Michael Woods (Israel Start-Up Nation) : non-partant[4],[5], pour préparer la course en ligne aux Jeux olympiques d'été